# Ogcodes canberranus
Ogcodes canberranus är en tvåvingeart som först beskrevs av Paramonov 1957.  Ogcodes canberranus ingår i släktet Ogcodes och familjen kulflugor. Inga underarter finns listade i Catalogue of Life.